# 세키가하라 전투 (소설)
《세키가하라》(일본어: 関ヶ原)는 시바 료타로의 역사소설이다. 1964년(쇼와 39년) 7월부터 1966년(쇼와 41년)까지 8개월에 걸쳐 《주간 산케이》에 연재된 작품이다. 단행본은 1966년에 상·중·하권으로 신쵸샤(新潮社)에서 간행했고, 문예춘추에서 출간한 《시바 료타로 전집》에서는 14권, 15권(《도요토미 가 사람들》(豊臣家の人々)과 함께 수록)에 수록되었다. 일본사에서 중요한 결전이었던 세키가하라 전투를 장대한 스케일로 그리고 있는 역작이다. 시바 료타로의 센고쿠 3부작의 하나이기도 하다. 하지만 중립성이 없으며 너무 서군 위주의 편파적인 서술이 있는 작품으로 논란이 되고 있다.
대한민국에서는 2002년 7월에 출판사 청어람에서 《세키가하라전투》라는 제목으로 번역본이 출간되었다.

## 줄거리
다이코 도요토미 히데요시의 죽음이 발단이 되어, 고다이로의 필두 도쿠가와 이에야스와 고부교 이시다 미쓰나리와의 항쟁은 일본 전국으로 비화한다. 그들의 항쟁은 전국의 제 다이묘를 동서로 갈라, 그들을 천하의 주인을 판가름 하는 전장 세키가하라로 몰아간다.
이야기는 도쿠가와 이에야스와 그의 모신 혼다 마사노부, 이시다 미쓰나리와 그의 가신 시마 사콘의 4명의 인간 군상과 모략전을 중심으로 그려지지만 그 대립구도만이 아닌, 우에스기·모리·시마즈·나베시마·사나다·죠소카베 등 각지의 다이묘의 정세도 곳곳에 배치하여, 대국적인 시점으로 세키가하라 전투를 그려내고 있다.

## 주요 등장인물
도쿠가와 이에야스
히데요시의 죽음으로 그의 유훈을 깨고 미쓰나리를 도발하여, 가토 기요마사와 후쿠시마 마사노리 등 하는 반 미쓰나리파의 다이묘를 다수 끌어들여 천하를 빼앗을 야망을 품는다. 세간에서 말하는 소위 '너구리 할배'의 이미지로 매우 노회한 인물로 그려지고 있다.
이시다 미쓰나리
도요토미 가의 충실한 관료였지만 히데요시의 죽음을 계기로 노골적으로 천하에의 야심을 드러내는 도쿠가와 이에야스와, 그에게 붙어 보신을 꾀하는 여러 다이묘들을 증오한다. 정의를 중시한 나머지 융통성이 떨어지며, 그 때문에 많은 손해를 입는 남자로서 그려진다.
혼다 마사노부
이에야스와의 주종관계를 '수어지교'와 비유될 정도로 이에야스에게 소중한 모신이다. 이에야스 이상으로 노회한 인물로 그려지며, 수많은 책략을 이에야스와 몇 번이고 다듬어 미쓰나리를 동요하게 한다. 사콘에게 라이벌 의식이 강하다.
시마 사콘
이시다 미쓰나리에게 높은 봉록을 받는 미쓰나리 제일의 가신이다. 정공법을 중시하는 이상주의자인 주인과 달리, 현실주의자로 이에야스의 암살도 몇 차례 시도한다. 언제나 미쓰나리를 따뜻한 시선으로 바라보며 때로는 타이르며 질책하기도 하는, 미쓰나리에게는 스승과 같은 존재이다.
하쓰메
마사노부의 책략에 의해, 미쓰나리와 요도도노의 사이를 갈라놓기 위해 미쓰나리에게 보내진 소녀이다. 그러나 차츰 미쓰나리의 인간성에 이끌려, 미쓰나리와 남녀의 관계를 갖기에 이른다. 그 때문에 사콘에게 꺼려야할 존재로 인식된다. 세키가하라 전투 후에 출가해, 마지막 장면에 등장한다.
나오에 가네쓰구
우에스기 가게카쓰의 중신이다. 의를 중시하는 성격이기 때문에, 미쓰나리와 잘 맞는 친우로 그려진다. 이에야스를 아이즈(会津)로 끌어들이기 위해 사콘과 모의하여, 유명한 '나오에 장(直江状)'을 이에야스에게 보내, 이에야스를 도발하는 것에 성공했다.

## 영상 작품
- 《세키가하라》(1981년 TBS)

- 스탭

원작 - 시바 료타로
각본 - 하야사카 아키라
음악 - 야마모토 나오즈미
제작 - 오야마 가쓰미
연출 - 다카하시 이치로, 가모시타 신이치
- 출연

도쿠가와 이에야스 - 모리시게 히사야
이시다 미쓰나리 - 가토 고
혼다 마사노부 - 미쿠니 렌타로
시마 사콘 - 미후네 도시로
하쓰메 - 마쓰자카 게이코
나오에 가네쓰구 - 호소카와 도시유키
나레이션 - 이시자카 고지
- 《세키가하라 대전투》(2017)

## 참고
- 시바 료타로 《세키가하라전투》1~5권 (청어람, 2002년) ISBN 9788989722069
- TBS 홈페이지